# Christine Dearlove
Christine Dearlove (Fleet, 21 dicembre 1955) è un'ex cestista inglese.

## Carriera
Con l'Inghilterra ha disputato i Campionati europei del 1980.